# Fast Ethernet
Fast Ethernet (FE) — общее название для набора стандартов передачи данных в компьютерных сетях по технологии Ethernet со скоростью до 100 Мбит/с, в отличие от исходных 10 Мбит/с. Иногда обозначается как 100BASE-X, где X подразумевает варианты реализации (например, 100BASE-TX, 100BASE-FX). Варианты для работы по витой паре имеют общее обозначение 100BASE-T.

## История создания
В 1992 году ряд производителей сетевого оборудования (такие как 3Com, SynOptics и др.) образовал Fast Ethernet Alliance для создания новой спецификации, которая объединила бы отдельные наработки различных компаний в области кабельной передачи данных.
Вместе с тем в институте IEEE была начата работа по стандартизации новой технологии. Созданная для этого исследовательская группа с конца 1992 по конец 1993 года изучила множество 100-мегабитных решений, предложенных различными производителями, а также высокоскоростную технологию, предложенную компаниями Hewlett-Packard и AT&T.
26 октября 1995 года официально был принят стандарт IEEE 802.3u, который явился дополнением к уже существующему IEEE 802.3.

## Различия и сходства с Ethernet
- сохранение метода случайного доступа CSMA/CD, принятого в Ethernet;
- сохранение формата кадра, принятого в стандарте IEEE 802.3;
- сохранение звездообразной топологии сетей;
- поддержка традиционных сред передачи данных — витой пары и волоконно-оптического кабеля.

## Варианты реализации
| Контакт | Сигнал          | Цвет                | Цвет                  |
| Контакт | Сигнал          | MDI (TIA/EIA-568-B) | MDI-X (TIA/EIA-568-A) |
| ------- | --------------- | ------------------- | --------------------- |
| 1       | Передача +      | Белый/оранжевый     | Белый/зелёный         |
| 2       | Передача -      | Оранжевый           | Зелёный               |
| 3       | Приём +         | Белый/зелёный       | Белый/оранжевый       |
| 4       | Не используется | Синий               | Синий                 |
| 5       | Не используется | Белый/синий         | Белый/синий           |
| 6       | Приём -         | Зелёный             | Оранжевый             |
| 7       | Не используется | Белый/коричневый    | Белый/коричневый      |
| 8       | Не используется | Коричневый          | Коричневый            |

### 100BASE-TX
100BASE-TX обеспечивает передачу данных со скоростью до 100 Мбит/с по кабелю, состоящему из двух витых пар 5-й категории. Обычно передача данных в каждом направлении ведётся по одной витой паре, обеспечивая до 100 Мбит/с в каждом направлении. Длина линии связи ограничена 100 метрами, но по одному стандартному кабелю, имеющему 4 пары, можно организовать два 100-мегабитных канала связи.

### 100BASE-T4
100BASE-T4 обеспечивает передачу данных со скоростью до 100 Мбит/с по кабелю, состоящему из четырёх витых пар 3-й категории.

### 100BASE-FX
100BASE-FX использует волоконно-оптический кабель и обеспечивает связь излучением с длиной волны 1310 нм по двум жилам — для приёма (RX) и для передачи (TX). Длина сегмента сети может достигать 400 метров в полудуплексном режиме (с гарантией обнаружения коллизий) и 2 километров в полнодуплексном при использовании многомодового волокна. Работа на бо́льших расстояниях возможна при использовании одномодового волокна. 100BASE-FX не совместим с 10BASE-FL (10-мегабитным вариантом).

### 100BASE-SX
100BASE-SX — удешевлённая альтернатива 100BASE-FX с использованием многомодового волокна и недорогой оптики. 100BASE-SX может работать на расстояниях до 300 метров. Используется та же длина волны, что и в 10BASE-FL. Это обеспечивает, в отличие от 100BASE-FX, обратную совместимость с 10BASE-FL. Благодаря использованию более коротких волн (850 нм) и работы на небольших расстояниях, 100BASE-SX требует менее дорогих оптических компонентов (светодиоды вместо лазеров). Это делает данный стандарт привлекательным для тех, кто модернизирует сеть 10BASE-FL и кому не нужна работа на больших расстояниях.

### 100BASE-BX
100BASE-BX — вариант для работы по одному оптоволокну (в отличие от 100BASE-FX, где используется пара волокон). Используется одномодовое волокно и специальный мультиплексор, который разбивает сигнал на передающие и принимающие волны.

### 100BASE-LX
100BASE-LX обеспечивает передачу данных со скоростью до 100 Мбит/с через оптический кабель по одному одномодовому волокну на длине волны 1310 нм. Максимальная длина сегмента — 15 километров в режиме полного дуплекса.
100BASE-LX10 отличается от 100BASE-LX максимальной длиной сегмента — 10 километров.
100BASE-LX WDM отличается от 100BASE-LX тем, что допускается использование двух длин волн — 1310 нм и 1550 нм. Интерфейсные модули маркируются либо цифрами (длина волны), либо одной латинской буквой A (1310 нм) или B (1550 нм). В паре могут работать только парные интерфейсы: с одной стороны передатчик на 1310 нм, а с другой — на 1550 нм.

## Сравнение основных характеристик
| Физический интерфейс    | 100Base-FX                                              | 100Base-TX                | 100Base-T4                |
| Порт устройства         | Duplex SC                                               | RJ-45 (8P8C)              | RJ-45 (8P8C)              |
| Среда передачи          | Оптическое волокно                                      | Витая пара UTP Cat.5 (5e) | Витая пара UTP Cat. 3,4,5 |
| Сигнальная схема        | 4B/5B                                                   | 4B/5B                     | 8B/6T                     |
| Битовое кодирование     | NRZI                                                    | MLT-3                     |                           |
| Число витых пар/волокон | 2 волокна                                               | 2 витых пары              | 4 витых пары              |
| Протяженность сегмента  | До 412 м (МмВ), до 2 км (дуплекс, МмВ), до 100 км (ОмВ) | До 100 м                  | До 100 м                  |

Здесь: ОмВ — одномодовое оптоволокно, МмВ — многомодовое оптоволокно.